# 伪木荔枝
伪木荔枝（学名：Geniostema rupestre）为马钱科伪木荔枝属下的一个种。